# Џакобабад
Џакобабад (урд. جیکب آباد) је град у Пакистану у покрајини Синд. Према процени из 2006. у граду је живело 175.455 становника.

## Становништво
Према процени, у граду је 2006. живело 175.455 становника.
| 1981.  | 1998.   | 2006.   |
| ------ | ------- | ------- |
| 79.365 | 137.733 | 175.455 |